# Cory i Det Hvide Hus-afsnit
Cory i Det Hvide Hus (Cory in the House) er en amerikansk tv-serie i 34 afsnit fordelt på to sæsoner, der blev sendt fra 12. januar 2007 til 12. september 2008. Serien handler om teenageren Cory Baxter, der flytter fra San Francisco til Washington, D.C. med sin far Victor Baxter, der har fået et job som kok i Det Hvide Hus. Serien er et spin-off til That's So Raven.

## Serieoversigt
| Sæson | Sæson | Afsnit | Oprindelig sendt  | Oprindelig sendt   |
| Sæson | Sæson | Afsnit | Start             | Slut               |
| ----- | ----- | ------ | ----------------- | ------------------ |
|       | 1     | 21     | 12. januar 2007   | 21. september 2007 |
|       | 2     | 13     | 17. november 2007 | 12. september 2008 |

## Afsnit

### Sæson 1 (2007–2008)
| Nr. i serie | Nr. i sæson | Titel                                  | Instruktør         | Forfatter                                | Oprindelig sendedato i USA | Produktionskode |
| --- | ----------- | -------------------------------------- | ------------------ | ---------------------------------------- | -------------------------- | --------------- |
| 1 | 1           | "The New Kid in Town"                  | Rich Correll       | Dennis Rinsler & Marc Warren             | 12. januar 2007            | 101             |
| Cory og Victor flytter til Washington D.C., da Victor er blevet hyret som præsidentens personlige kok. Nu må Cory vænne sig til hans nye skole og tage sig af præsidentens 8-årige datter, Sophie. Han møder Meena og Newt og en CIA-agents søn, Jason, på skolen. Nu må Cory lære at ride på heste, da han fortæller Meena, at han elsker at ride på heste. |             |                                        |                    |                                          |                            |                 |
| 2 | 2           | "Ain't Miss Bahavian"                  | Rich Correll       | Marc Warren                              | 19. januar 2007            | 102             |
| Da ambassadør Paroom (Bahavias ambassadør og Meenas far) finder ud af, at Meena har glemt sin skoletaske, bringer han den til hende og finder ud af, at hun ikke følger Bahavias traditionelle regler. Nu må Meena ikke se Cory eller Newt igen. Cory beslutter at vise ambassadøren, at han respekterer den Bahavianske kultur, men han har fået et dårligt råd af Newt om hvordan man respekterer en bahavian. I mellemtiden prøver Victor og Samantha at få Sophie til at spise grøntsager og ikke pommes frites. |             |                                        |                    |                                          |                            |                 |
| 3 | 3           | "Everybody Loves Meena"                | Rich Correll       | Michael Carrington                       | 26. januar 2007            | 103             |
| 4 | 4           | "We Built This Kitty on Rock 'n' Roll" | David Kendall      | Theresa Akana & Stacee Comage            | 2. februar 2007            | 104             |
| 5 | 5           | "Don't Rock the Vote"                  | Rich Correll       | Edward C. Evans                          | 9. februar 2007            | 105             |
| 6 | 6           | "Napper's Delight"                     | Eric Dean Seaton   | Michael Feldman                          | 16. februar 2007           | 106             |
| 7 | 7           | "Smells Like School Spirit"            | Eric Dean Seaton   | Josh Silverstein                         | 23. februar 2007           | 107             |
| 8 | 8           | "Just Desserts"                        | Eric Dean Seaton   | Dennis Rinsler                           | 2. marts 2007              | 108             |
| 9 | 9           | "Bahavian Idol"                        | Rich Correll       | Marc Warren                              | 9. marts 2007              | 109             |
| 10 | 10          | "Beat the Press"                       | Eric Dean Seaton   | Dennis Rinsler                           | 23. marts 2007             | 110             |
| 11 | 11          | "Mall of Confusion"                    | Rich Correll       | Josh Lynn & Danny Warren                 | 13. april 2007             | 111             |
| 12 | 12          | "Get Smarter"                          | Rondell Sheridan   | Sarah Jane Cunningham & Suzie V. Freeman | 11. maj 2007               | 112             |
| 13 | 13          | "And the Weenie Is..."                 | Roger Christiansen | Michael Feldman                          | 18. maj 2007               | 113             |
| 14 | 14          | "No, No, Nanoosh"                      | Rich Correll       | Al Sonja L. Schmidt                      | 16. juni 2007              | 114             |
| 15 | 15          | "Air Force One Too Many"               | Eric Dean Seaton   | Al Sonja L. Schmidt                      | 30. juni 2007              | 115             |
| 16 | 16          | "That's So in the House"               | Rich Correll       | Michael Carrington                       | 8. juli 2007               | 116             |
| Note: Raven-Symoné har en gæsteoptræden som Raven Baxter, titelrollen i That's So Raven. |             |                                        |                    |                                          |                            |                 |
| 17 | 17          | "Gone Wishin'"                         | Carl Lauten        | Theresa Akana & Stacee Comage            | 13. juli 2007              | 117             |
| 18 | 18          | "I Ain't Got Rhythm"                   | Rich Correll       | Beth Seriff & Geoff Tarson               | 29. juli 2007              | 118             |
| 19 | 19          | "The Kung Fu Kats Kid"                 | Rondell Sheridan   | Edward C. Evans                          | 4. august 2007             | 119             |
| 20 | 20          | "A Rat by Any Other Name"              | Marc Warren        | Josh Lynn & Danny Warren                 | 11. august 2007            | 120             |
| 21 | 21          | "Never the Dwayne Shall Meet"          | Rondell Sheridan   | Lanny Horn                               | 21. september 2007         | 121             |

### Sæson 2 (2007–2008)
| Nr. i serie | Nr. i sæson | Titel                           | Instruktør       | Forfatter                                | Oprindelig sendedato i USA | Produktionskode |
| ----------- | ----------- | ------------------------------- | ---------------- | ---------------------------------------- | -------------------------- | --------------- |
| 22          | 1           | "The Presidential Seal"         | Eric Dean Seaton | Al Sonja L. Schmidt                      | 17. november 2007          | 201             |
| 23          | 2           | "Through the Roof"              | Rondell Sheridan | Marc Warren                              | 1. december 2007           | 202             |
| 24          | 3           | "Monster's Ball"                | Eric Dean Seaton | Dennis Rinsler                           | 8. december 2007           | 203             |
| 25          | 4           | "Lip Service"                   | Marc Warren      | Michael Carrington                       | 19. januar 2008            | 204             |
| 26          | 5           | "Who Let the Dolls Out"         | Eric Dean Seaton | Michael Feldman                          | 16. februar 2008           | 205             |
| 27          | 6           | "We Don't Have Chemistry"       | Mark Cendrowski  | Beth Seriff & Geoff Tarson               | 15. marts 2008             | 206             |
| 28          | 7           | "Uninvited Pest"                | Eric Dean Seaton | Danny Warren                             | 19. april 2008             | 207             |
| 29          | 8           | "Making the Braid"              | Carl Lauten      | Edward C. Evans                          | 31. maj 2008               | 208             |
| 30          | 9           | "Model Behavior"                | David Kendall    | Stacee Comage                            | 14. juni 2008              | 209             |
| 31          | 10          | "Sittin' Pretty"                | Rondell Sheridan | Lanny Horn                               | 5. juli 2008               | 210             |
| 32          | 11          | "Macho Libre"                   | Mark Cendrowski  | Jessica Lopez                            | 12. juli 2008              | 211             |
| 33          | 12          | "Peace, Love, Misunderstanding" | Mark Cendrowski  | Sarah Jane Cunningham & Suzie V. Freeman | 30. august 2008            | 212             |
| 34          | 13          | "Mad Songs Pay So Much"         | Rich Correll     | Marc Warren                              | 12. september 2008         | 213             |